# 塞內加爾地理

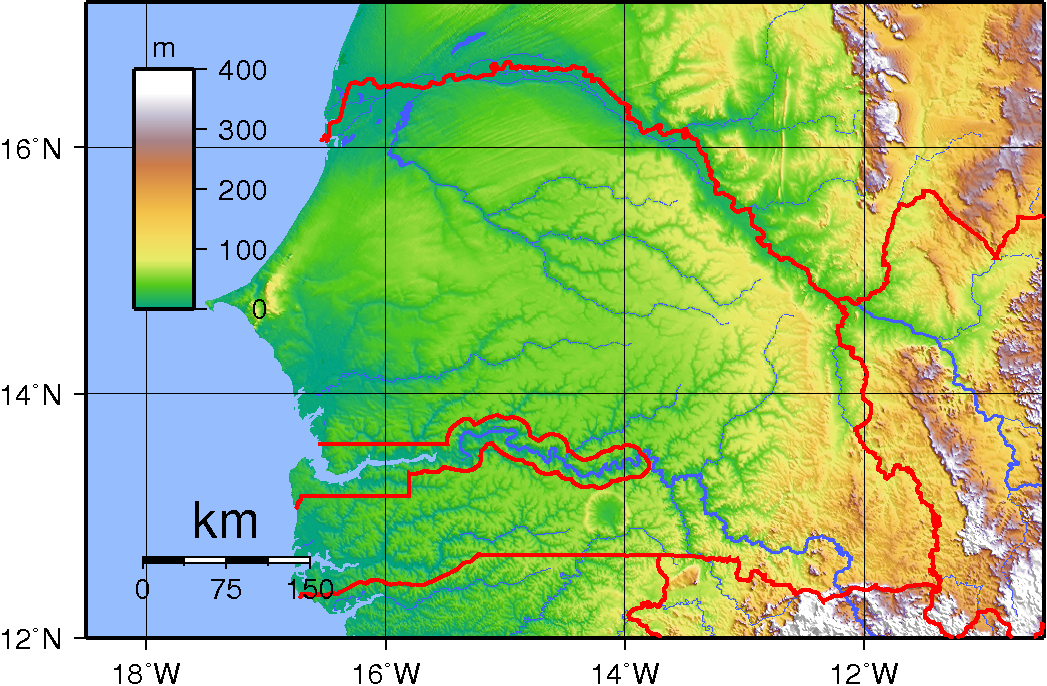
塞內加爾地形

按柯本氣候分類法劃分的塞內加爾氣候

塞內加爾是一個西非沿海國家。塞內加爾的面積有196,190平方公里，其中192,000平方公里是土地，4,190平方公里是水域。塞內加爾的國土面積略小於英國和美國的南達科他州，約等於河北省加天津市之和。塞內加爾西部臨北大西洋，北部和茅利塔尼亞接壤，東部和馬里接壤，東南部和幾內亞接壤，西南部和幾內亞比紹接壤。此外，岡比亞全境都被塞內加爾包圍。塞內加爾對領海要求為12海里，專屬經濟區要求是200海里。塞內加爾人口的70%居住在沿海地區。
塞內加爾最長的國界線是北部和茅利塔尼亞的國界線，長813公里；東部和馬里的國界線，長419公里；東南和幾內亞的國界線長330公里；西南和幾內亞比紹的國界線長338公里。被塞爾加爾包圍的岡比亞與塞內加爾的國界線長740公里。達喀爾附近的玫瑰湖湖水顏色為粉紅色，是世界少數的天然粉紅色湖泊。塞內加爾擁有多種植被帶，包括薩赫勒、蘇丹、熱帶雨林、幾內亞紅樹林。

## 氣候
塞內加爾屬於熱帶氣候，雨季是5月至11月，有強烈的東南風。旱季是12月至4月。達喀爾的年降水量約600毫米600 mm（24英寸）。內陸地區的溫度高於沿海地區，南部的降水量多於北部。最北部降水量不到250毫米，東南沿海降水量可達1800毫米。